# アル＝マグタス
アル＝マグタス（Al-Maghtas, アラビア語: المغطس）は、ヨルダンのバルカ県に残る考古遺跡で、アラビア語で「洗礼」を意味する。かつて洗礼者ヨハネが活動し、イエスの洗礼も行われたヨルダン川東岸の場所ベタニアと考えられており、遅くとも東ローマ帝国時代までには崇敬の対象となっていた場所である。2015年に洗礼の地「ヨルダン川の向こう側、ベタニア」（アル＝マグタス）の名で、UNESCOの世界遺産リストに登録された（ID1446）。
『地球の歩き方』のように、ベサニーと英語読みしている文献もある。

## 概要
アル＝マグタスは2つの主要な考古遺跡地区を含む。すなわち、「エリヤの丘」（Jabal Mar-Elias）として知られる丘に残る修道院の遺構の区域と、聖堂、洗礼の池、巡礼者・隠者の住居などの遺構が残る川沿いの区域とである。その2箇所は、ワディ・カラール（Wadi Kharrar）と呼ばれる小川で繋がっている。
エルサレムと王の道の間という交通の要衝としての位置づけは、イスラエル民族がそこからヨルダン川を渡ったとするヨシュア記の記述からもすでに明らかである。「エリヤの丘」は、預言者エリヤが生きたまま天に上げられた場所と伝えられている。
アル＝マグタス遺跡は、ヨルダン川両岸が前線となった1967年の第三次中東戦争以降、打ち捨てられていた。その地域にはかなりの地雷が敷設されたのである。しかし、イスラエルとヨルダンの間で講和条約が締結された後、ヨルダンの王子ガーズィー・ビン・ムハンマド主導で地雷の除去が進められ、2010年代半ばまでですでに何度も発掘調査が行われており、観光客や巡礼者、さらにはローマ教皇などの要人も訪れている。

## 地理

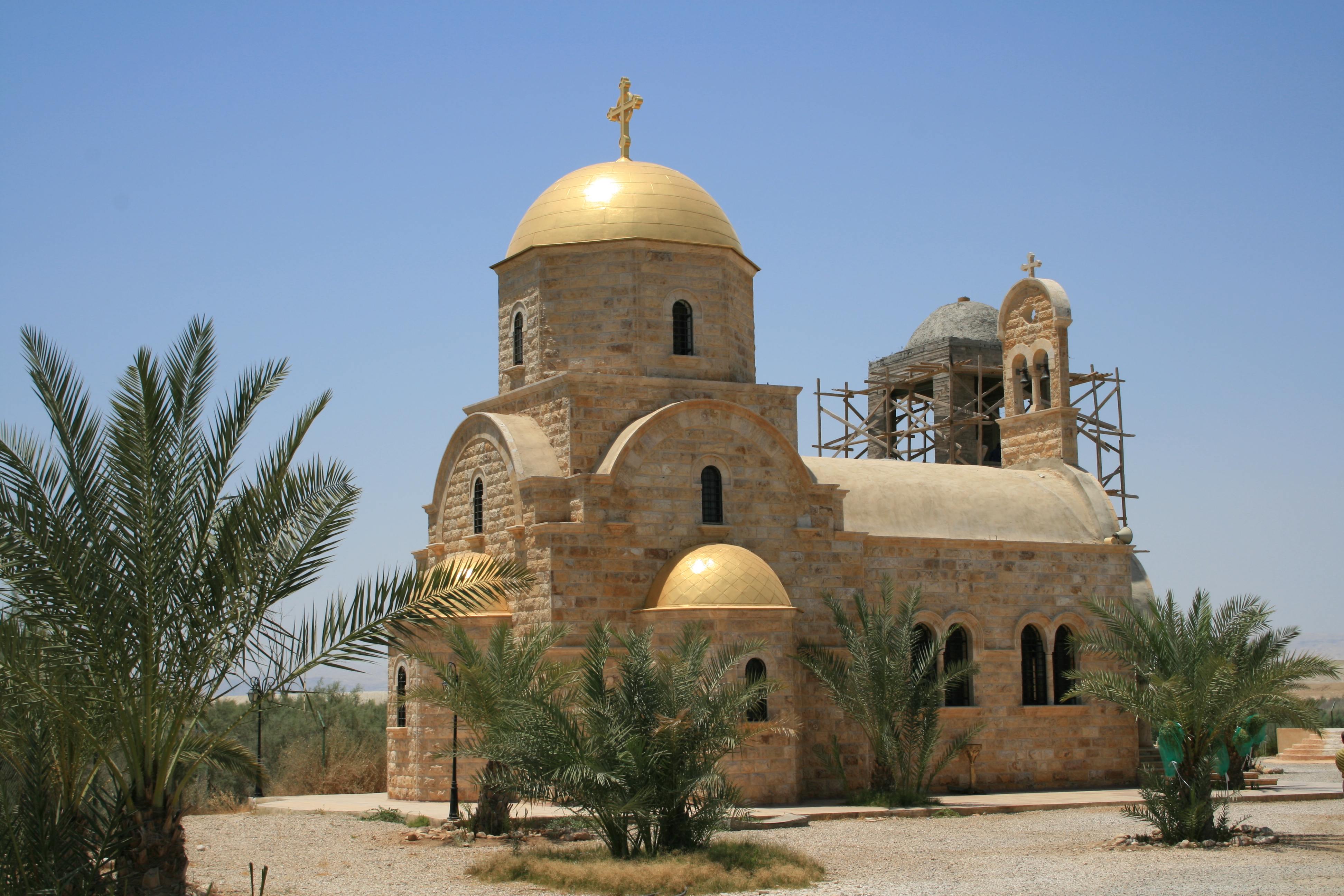
新たに建てられた東方正教会の洗礼者ヨハネ聖堂

アル＝マグタスはヨルダン川東岸に位置し、死海の9km北方、首都アンマンの約50km西方にあたる。遺跡全体は533.7haで、2つの区域に分かれる。エリヤの昇天伝説と結びついている「エリヤの丘」の地区と、東に2kmほどの川沿いに位置し、洗礼者聖ヨハネ聖堂の残るゾル地区（Zor）である。
遺跡はエルサレムからエリコを経由し、ヨルダン川を渡って対岸に至る古代の道に接しており、この道はマダバ、ネボ山、王の道といった他の聖書地名とも繋がっていた。
もともと崇敬の対象となっていた中心地はヨルダン川東岸であったが、6世紀までには西岸に移った。そして、「アル＝マグタス」という語自体は歴史的に川の両岸の地域に適用されてきた。実際、世界遺産の推薦に当たっても、西岸地区への言及もあった。ただし、登録対象と認められたのは東岸のみだった。
2015年11月には、遺跡がGoogle ストリートビューでも閲覧可能になった。

## 宗教上の意義

### イスラエル民族のヨルダン渡河

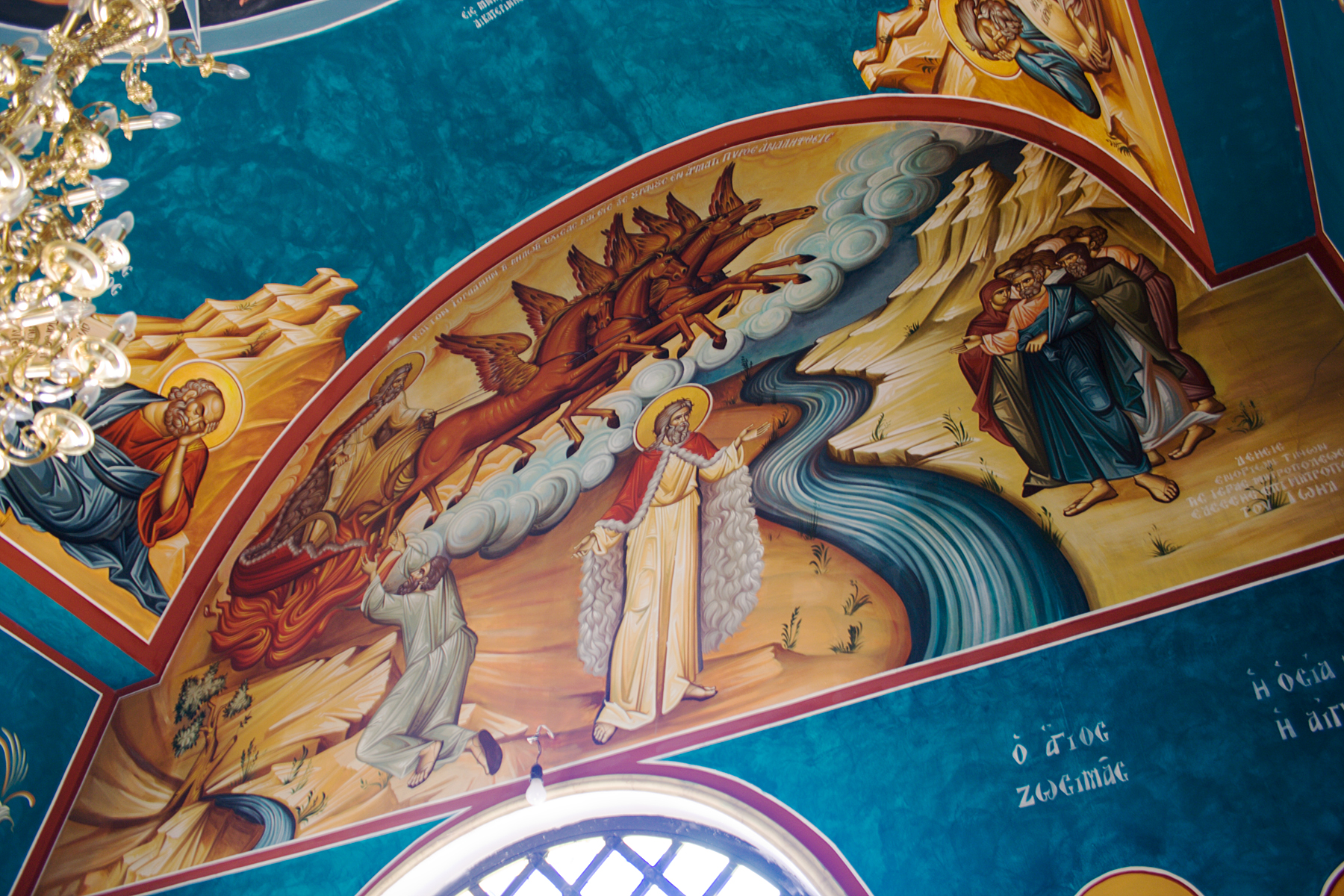
洗礼者ヨハネ聖堂の壁画（エリヤの昇天）

ヘブライ語聖書によれば、ヨシュアはイスラエル民族に、契約の箱を担いだ祭司たちに続いてヨルダン川を渡る術を教え、その川の流れを止めたとされる（『ヨシュア記』3章、とくにその14節から17節）。古代の伝承ではアル＝マグタスはベタバラ（bet-'abarah / Bethabara）すなわち「渡河の家」とされ、イスラエル民族や後の預言者エリヤがヨルダン川を渡り、約束の地に入った場所とされた。

### 預言者エリヤ
ヘブライ語聖書はまた、預言者エリヤがエリシャを伴ってヨルダン川の水をせき止め、東岸に渡った後に天に上げられたことと、エリヤの後継者となったエリシャが再び水をせき止めて西岸に戻ったことを記している（『列王記下』2章8節から14節）。
ユダヤ人の古い伝承では、ヨシュアが渡った場所とエリヤが天に上げられた場所は同じとされており、テル・エル＝カラールは別名「預言者エリヤの丘」（Jabal Mar Elias）と呼ばれている。

### 新約聖書での言及
洗礼者ヨハネの活動は四福音書のいずれもが報告している。しかし、いわゆる共観福音書（マタイ、マルコ、ルカ）は、その活動場所がヨルダン川一帯であったことしか報告していない。これに対し、ヨハネによる福音書は、次の2箇所で洗礼者ヨハネの「ヨルダン川の向こう側」での活動を示している（世界遺産登録名に関わる箇所は英訳、フランス語訳も引用しておく。強調は引用者による）。

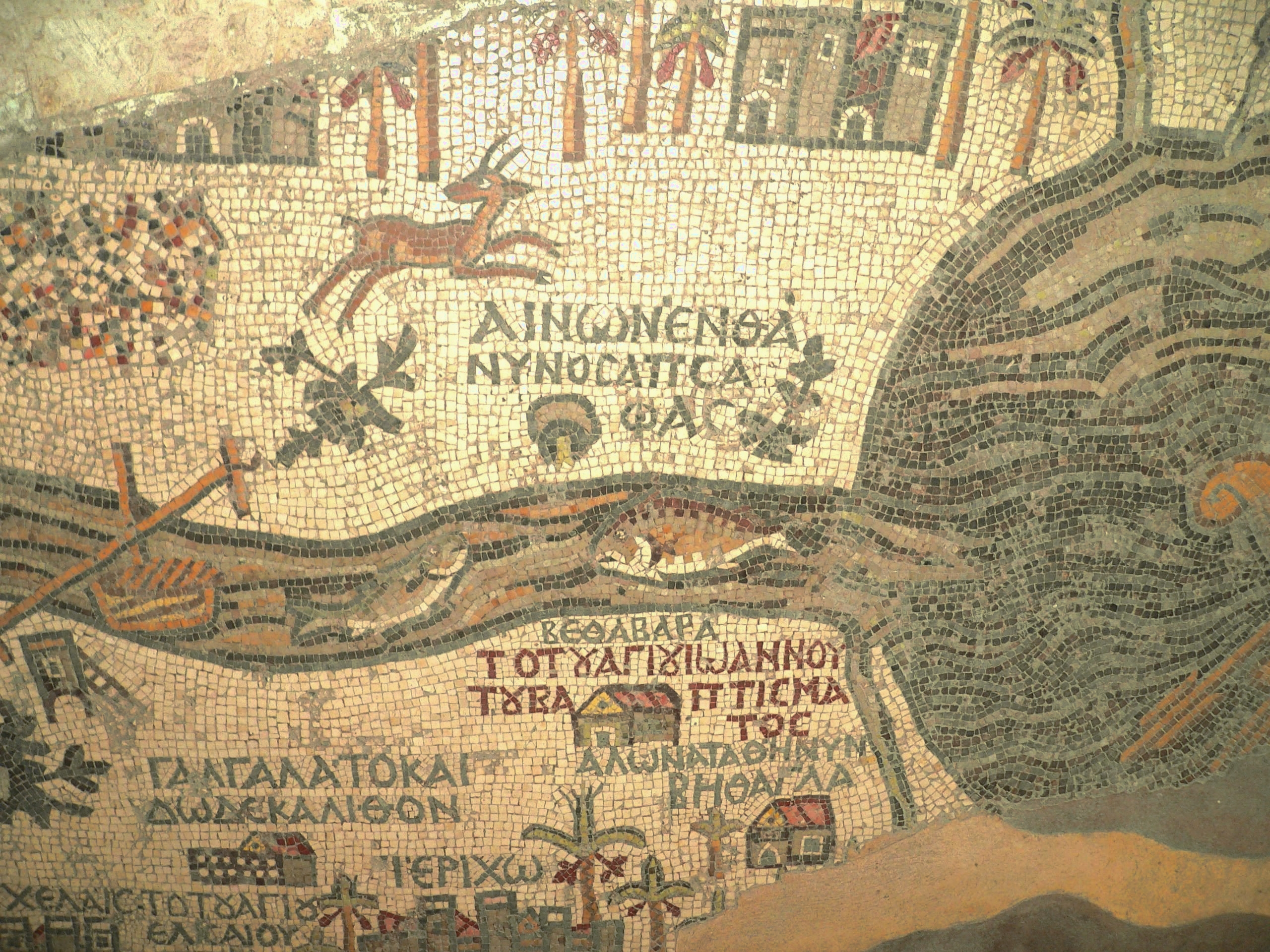
ヨルダン川東岸にベタバラと記載されたマダバ地図

ここでいう「ヨルダン（川）の向こう側」とは、ヨルダン川の東岸を意味するものと考えられている。ベタニアの名はオリーブ山の麓の村としても登場している（『マルコによる福音書』11章1節、『ルカによる福音書』19章29節など）。ヘブライ語での語源は「貧困の家」を意味するbeth-ananiahであるとされ、アラビア語ではアイザリーヤと呼ばれている。
地理的位置関係から言えば、イエスの洗礼が行われたというベタニアがオリーブ山のベタニアを指しているとは考えられない。しかし、ヨルダン周辺には「ベタニア」という地名が見つからない。そこで、3世紀のオリゲネスはベタバラ（ベトアバラ、ベテアバラ）と読み替えた。オリゲネスの時点でそういう異読があったものを採用したのであり、この読みを採る写本は多く残っている。この読み替えは、ステファヌス版聖書（1550年）、ジュネーヴ聖書、欽定訳聖書などには引き継がれた。その一方、現代の聖書学において重要とされる大文字写本などでは採用されていなかったことから、「ベタニア」を採用する方が妥当とされている。
6世紀頃のモザイク地図「マダバ地図」では、ヨルダン側河口付近にΒΕΘΑΒΑΡΑ（ベタバラ、ベトアバラ）の名が見える。ただし、これはヨルダン川の西岸に書かれている。
「ヨルダン川の向こう側、ベタニア」の正確な位置は従来不明とされてきた。21世紀においても不明としている注釈付き聖書は複数存在する。その一方、20世紀後半以降、古代の巡礼者の証言などから「エリヤの丘」周辺に同定する見解が提示されており、1990年代の発掘調査によって実際に洗礼用の水槽を含む遺跡が発見された。その結果、アル＝マグタスの洗礼遺跡の東側すなわちヨルダン側が、イエスの洗礼の地と受け止められている。洗礼遺跡の公式サイトは、国際的な主要な教派の代表者らによる13通の推薦状を公開している。

## 歴史

### ローマ支配以前の集落
考古学的調査で発見された遺物などから、紀元前3,500年頃の金石併用時代に、農耕者たちの小規模集団が最初の集落を築いたと結論付けられており、ヘレニズム時代にも集落の痕跡が見出される。

### ローマ帝国および東ローマ帝国
遺跡から出土している建造物群には、ユダヤ教、キリスト教それぞれの儀礼と結びついた建造物群も出土しており、 クムラン出土の第二神殿時代の水槽群に似たミクワーと、後のキリスト教徒の洗礼用の水槽という時代ごとに異なる用途で使われた遺構を含んでいる。早ければ2、3世紀、遅くとも5、6世紀にはキリスト教建造物群がテル・アル＝カラールに建てられ始めた。
考古学的調査は、エリヤの丘と呼ばれるテル・アル＝カラールが、預言者エリヤ昇天の地として崇敬されていたことを証明した。5世紀にはそれを記念してビザンティン様式の修道院が建てられた。考古学者たちはその修道院のモザイクの碑文を元にその修道院を「レトリオスの修道院」と呼ぶ。
東ローマ皇帝アナスタシウス1世は、491年から518年の間にヨルダン川東岸に洗礼者ヨハネに献堂された最初の聖堂を建てたが、氾濫、地震、さらには大氾濫で3度建てられ3度壊された。その3度目には、桟橋にあった礼拝堂も一緒に壊されている
巡礼地も歴史と共に変遷した。東ローマ帝国期（一部はそれ以前の可能性もある）の考古学的出土品は、その時期の主たる巡礼地が東岸にあったことを示している。しかし、6世紀初めまでには、中心地がよりアクセスしやすい西岸に移った。東ローマ帝国時代を通じて、この地は巡礼地として人気を博した。570年の巡礼者の記録でも、多くの人が洗礼を受けに来ていることが報告されている。東岸、ことにワディ・アル＝カラールでのそうした活動は、614年のサーサーン朝ペルシアによる破壊、河川の氾濫、地震、ムスリムの侵攻などによって終焉を迎えた。

### イスラーム初期
ムスリムの占領によって、東岸にあった東ローマ帝国期の建造物群は基本的にその役割を停止したが、いくつかの建物の遺構は、ムスリムの支配下にあってもその初期に使用され続けていた形跡がある。やがて、礼拝は川を挟んだ西岸のカスル・エル・ヤフド（Qasr el Yahud）で行われるようになり、670年以降、洗礼遺跡の祝典も西岸で行われるようになった。

### マムルーク朝およびオスマン帝国期
建造物群は何度も再建されたが、15世紀末までに最終的に打ち棄てられた。
13世紀には初期ビザンティン修道院の跡地の上に正教会の修道院が建てられたが、その活動がどのくらい続いていたのかは未詳である。ただ、この地への巡礼は衰退しており、1484年のある巡礼者の記録では、すでに廃墟となっていたことが報告されている。15世紀から19世紀には、巡礼者が訪れることはほとんどなくなっていた。東ローマ帝国期の隠者であるエジプトの聖マリアに献堂された小さな礼拝堂が19世紀に建てられたが、これも1927年の地震（1927 Jericho earthquake）で崩れてしまった。
20世紀初頭には、この地域のヨルダン川東岸地区には、農耕集落ができていた。

### 1994年以降の再発見と観光

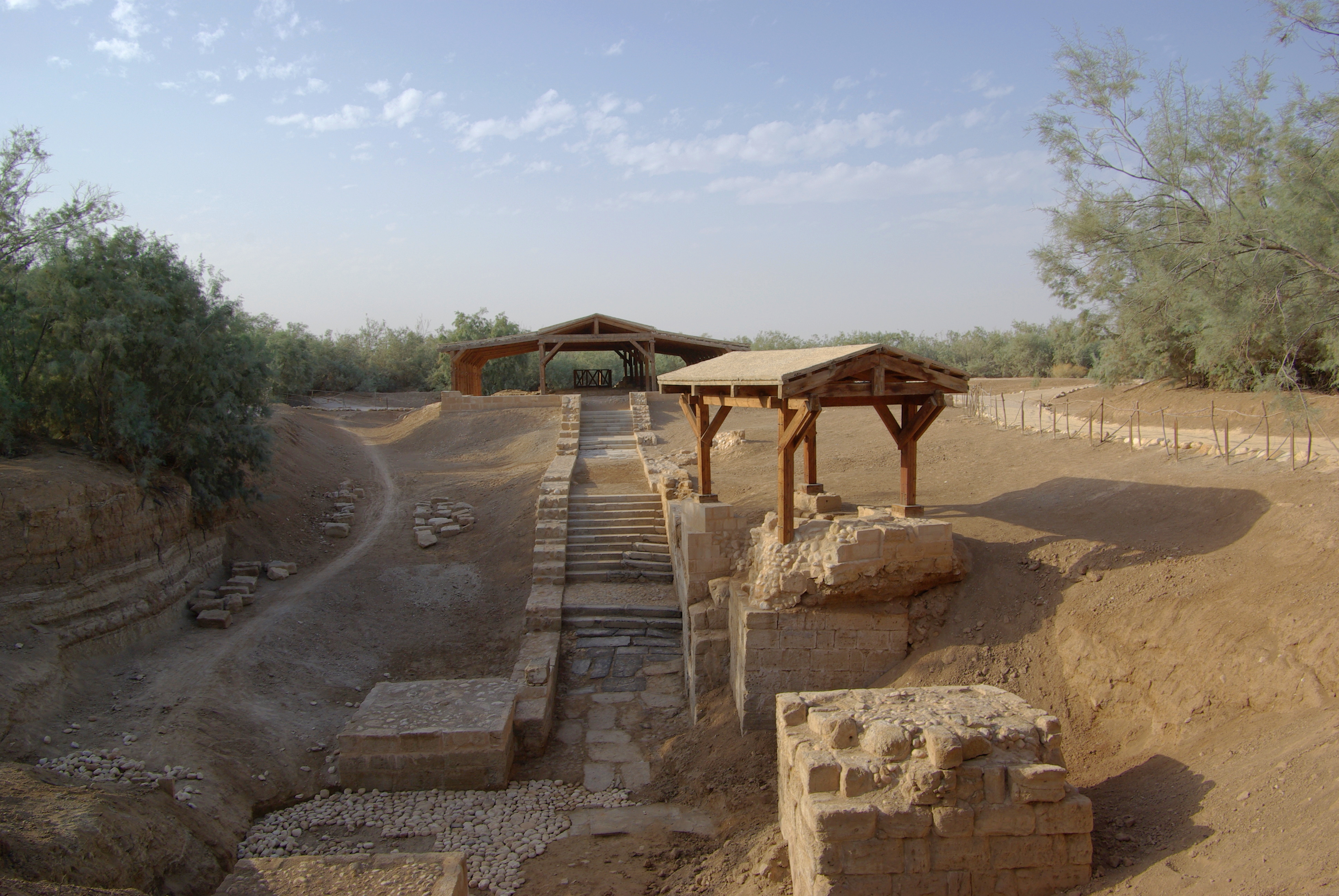
水の無い状態の洗礼遺跡

第三次中東戦争（六日戦争、1967年）の結果、ヨルダン川は停戦ラインとして両岸ともが軍事的に重要になり、巡礼者たちが立ち寄れなくなった。1982年以降、カスル・エル・ヤフドは立ち入り禁止のままだったが、イスラエルはそれより北方のヤルデニト（Yardenit）遺跡でのキリスト教徒の洗礼は許諾した。1994年のヨルダンとイスラエル間の和平（Israel–Jordan peace treaty）に続き、宗教史に強い関心を抱いていたヨルダン王子ガーズィーがフランシスコ会士の考古学者に、何が洗礼遺跡となっているか実見すべきと説得されて一緒に訪れた後に、遺跡への接近が再開された。そして、ガーズィーらが古代ローマ時代の活動後を発見したことは、その後の進展を促すのに十分だった。まもなくモハンマド・ワヘーブ（Dr. Mohammad Waheeb）に率いられた数度の発掘調査が行われ、1997年の調査では古代遺跡を再発見した。1990年代は発掘調査が行われていた時期であり、21世紀初頭からは元の状態の保存や復元の処置が講じられるようになった。2002年には、ヨルダン当局は遺跡を全面公開した。イスラエルが支配する西岸のカスル・エル・ヤフドも、（1985年以降、軍の監視下でなら、ローマ・カトリック、正教会それぞれの日取りに公現祭/神現祭を祝うことだけは認められていたが）2011年には観光客向けに公開された。2007年にはこの遺跡を題材として、『イエス・キリストの洗礼 - 「ヨルダン川の向こう側、ベタニア」の発掘』（The Baptism of Jesus Christ – Uncovering Bethany Beyond the Jordan）と題するドキュメンタリー作品が制作された。
ただ、多くの観光客をひきつけてきたのはヨルダン側よりもイスラエルが支配する西側の方で、その差は50万人と数万人とも、30万人と10万人とも言われている。BBCはイスラエル側のヤルデニトには、年間40万人以上が訪れているとした。イスラエルとヨルダンは洗礼者ヨハネの活動場所について争ってきたが、その背景として『フィナンシャル・タイムズ ドイツ版』は観光客獲得競争を指摘している。

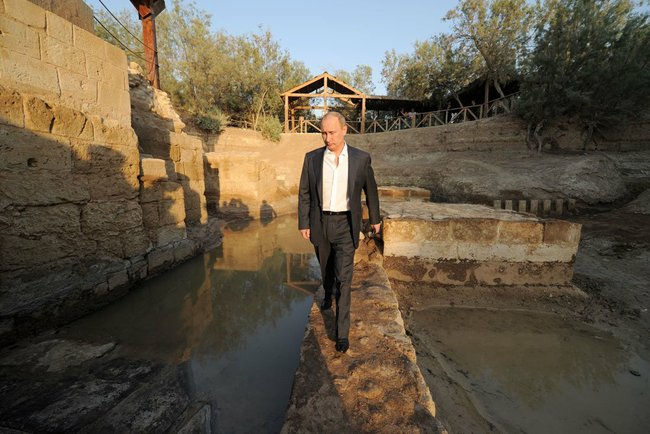
遺跡を訪れるウラジーミル・プーチン（www.kremlin.ru, 2012年）

ミレニアムが祝われた2000年には、ヨハネ・パウロ2世がローマ教皇として初めてアル＝マグタスを訪れた。それに続き、教皇庁の関係者や国賓級の訪問者らが訪れた。2002年には遺跡の発見後初めて、キリスト教徒たちによってイエスの洗礼を祝った。それ以降毎年、数千人のキリスト教巡礼者が訪れ、「ヨルダン側の向こう側、ベタニア」でのイエスの公現を祝っている。また、2002年以降は遺跡が観光客にも公開されているため、巡礼者だけでなく観光客も引きもきらずに訪れている。2015年には国際連合教育科学文化機関（UNESCO）の世界遺産リストにも登録された。ただし、対象となるのは東岸の遺跡地区だけであって、イスラエル側のカスル・エル・ヤフドは含まれない。
ヨルダン側の洗礼遺跡は国王アブドゥッラー2世に任命された者たちで構成される独立した委員会、洗礼遺跡委員会（the Baptism Site Commission）によって管理されている。

## 特徴
1990年代の考古学的発掘調査は、「教会・礼拝堂群、修道院、隠者たちが使った洞窟群、水槽群」を含む古代ローマ、ビザンティン（東ローマ帝国）時代の宗教的建造物群の存在を明らかにした。それぞれの調査はアメリカ合衆国やフィンランドなどの様々な国およびドイツプロテスタント研究所（German Protestant Institute）などの支援を受けた。

### エリヤの丘と洗礼の水槽
発掘では、3つの聖堂と洗礼用の水槽（pool）、円形の壁、丘を取り囲む外部構造物が出土した。さらに、泉からの水を陶製の管で洗礼の地に運び込む供給システムが見つかっており、この機構は今なお利用可能である。

### 河岸の斜面
河岸の斜面（Zor）の地区では、主に以下の遺構が発見されている。
- 洗礼者聖ヨハネ聖堂として知られるバシリカ
- 幾何学的模様の大理石の床が残る「下のバシリカ」（the Lower Basilica Church）
- 「上のバシリカ」（the Upper Basilica Church）とそこへ続く大理石の階段（西暦570年頃）
- 洗礼の水槽と、その上に載っていた礼拝堂を支えていた4本柱
- エジプトの聖マリア修道院

### 隠者の居住跡
ヨルダン川から300メートル離れたカッタラ（Quattara）の丘陵群からは、隠者たちの洞窟が数多く見つかっている。生活用と祈祷用に仕切られた洞窟群には、縄、梯子、あるいは階段などを使って出入りしたと考えられている。

### 墓
聖堂の内部および外側で見つかった5世紀から7世紀の墓は、その聖堂を使っていた修道士などのものと考えられている。一緒に発見された鋳貨や陶片も、刻まれた文字から情報を得る上で役に立つ

## 世界遺産
1994年に、UNESCOはこの地域での考古学的調査を支援した。
アル＝マグタスの世界遺産暫定リスト記載は2001年6月18日のことだった。正式な推薦書の提出は2014年1月27日のことであり、世界文化遺産の諮問機関である国際記念物遺跡会議（ICOMOS）は同年9月21日から25日に現地調査を行なった。その調査やヨルダン当局からの追加提出資料も踏まえたICOMOSは、聖カタリナ修道院地域、イエス生誕の地 : ベツレヘムの聖誕教会と巡礼路、仏陀の生誕地ルンビニ、ブッダガヤの大菩提寺、五台山、ボルガルの歴史的考古学的遺跡群、ハイファと西ガリラヤのバハーイー教聖地群などの巡礼地の世界遺産などと比較しても顕著な普遍的価値があると認めた。しかし、遺産の管理だけを目的としない構造物の建設工事が行われていることなどから、「登録」よりも一段低い「情報照会」を勧告した。
2015年の第39回世界遺産委員会では、ヨルダン代表によって工事の一時停止が実現している旨の説明があったことなどから、委員国がいずれも登録に同意し、逆転での登録が認められた。

### 日本語名
- 洗礼の地“ヨルダン川対岸のベタニア”（アル・マグタス) - 日本ユネスコ協会連盟[56]
- イエス洗礼の地「ヨルダン川対岸のベタニア」（アル・マグタス) - 世界遺産検定事務局 [57]
- 洗礼遺跡「ヨルダン川対岸のベタニア」（アル・マグタス) - 鈴木地平（月刊文化財）[58]
- ヨルダン川の対岸の洗礼の地、ベタニア（アル・マグタス) - 古田陽久・古田真美[59]
- 洗礼の地「ヨルダン川の向こう側ベタニア」 -  『なるほど知図帳』[60]
- 洗礼の地「ヨルダン川対岸のベタニア」（アル・マグタス) - 『今がわかる時代がわかる世界地図』[61]

### 登録基準
- (3) 現存するまたは消滅した文化的伝統または文明の、唯一のまたは少なくとも稀な証拠。

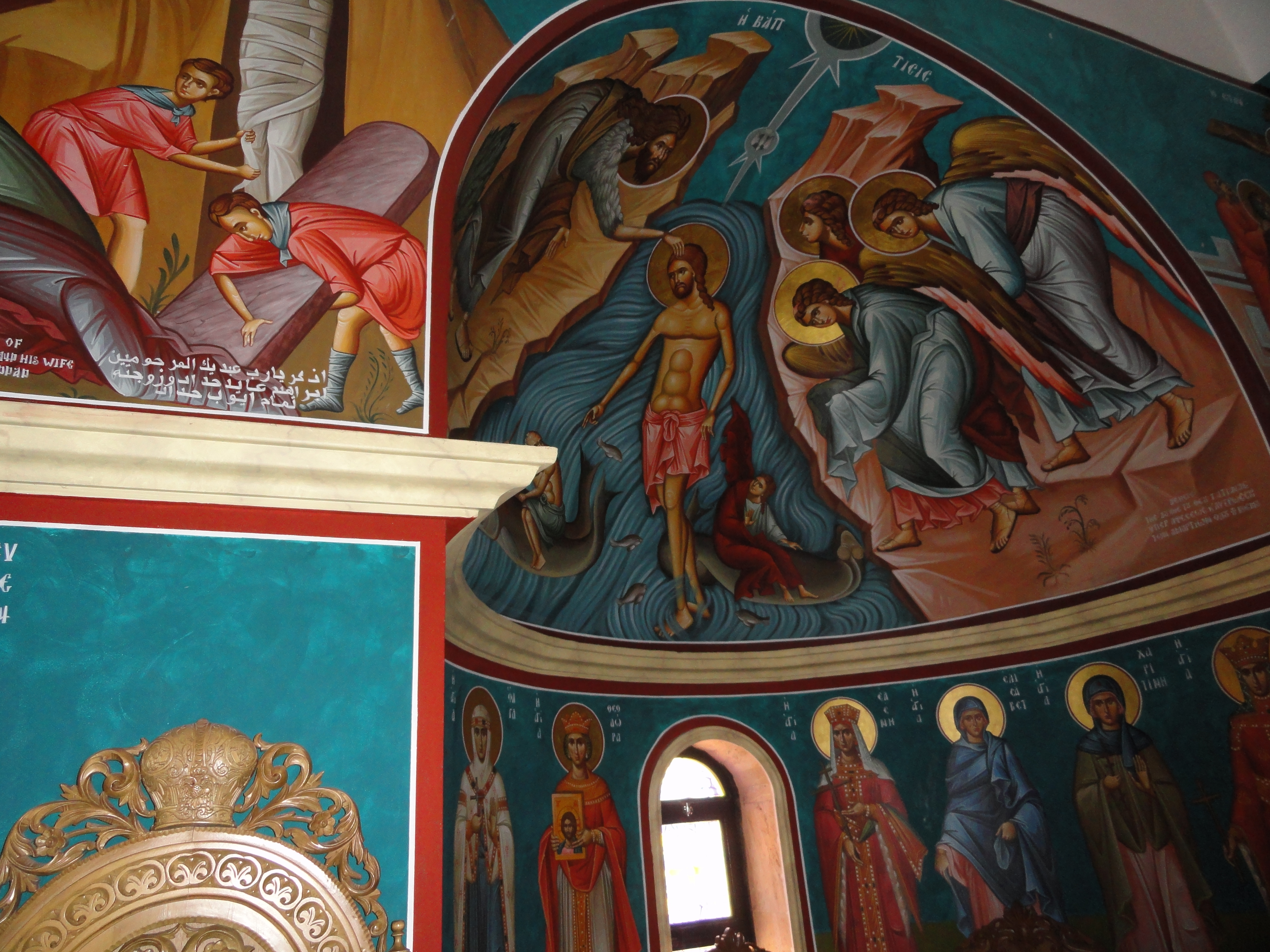
洗礼者ヨハネ聖堂の壁画（イエスの洗礼）

  - 世界遺産委員会はこの基準を、洗礼の伝統を伝える遺跡であるとともに、巡礼地としての伝統を持っていることなどに適用した[62]。

- (6) 顕著で普遍的な意義を有する出来事、現存する伝統、思想、信仰または芸術的、文学的作品と直接にまたは明白に関連するもの（この基準は他の基準と組み合わせて用いるのが望ましいと世界遺産委員会は考えている）。
  - 世界遺産委員会はこの基準を、多くのキリスト教徒がイエスの洗礼地と見なしていることや、今なお儀式が行われていて伝統と密接に結びつく場所であることなどに適用した[62]。